# نهر مسیح
نهر مسیح نام تنها رودخانه دائمی استان یزد و هفتمین میراث طبیعی ثبت شده در فهرست آثار ملی طبیعی ایران است.
نهر مسیح پرآب‌ترین، بزرگ‌ترین و طولانی‌ترین رودخانه استان یزد است. این رودخانه از کوه‌های زاگرس در استان یزد سرچشمه گرفته، و این رود در بخش کشاورزی شهرستان خاتم مورد استفاده قرار می‌گیرد.

## نگارخانه

نهر مسیح هرات

## امکانات رفاهی
بوستان سرچشمه نهر مسیح خاتم که در همسایگی این رودخانه قرار گرفته بر جذابیت چشمه افزوده و آن را به تفرّجگاهی جذاب و حیرت‌انگیز در دل کویر تبدیل کرده‌است. این پارک دارای امکانات رفاهی نظیر فروشگاه مواد غذایی، رستوران، فضای بازی کودکان، زمین‌های ورزشی، سکّوهای اقامتی، چندین سرویس بهداشتی و … می‌باشد.

## موقعیت مکانی
این نهر در پنج کیلومتری جنوب شرق شهر هرات واقع در شهرستان خاتم و در جنوب استان یزد واقع شده‌است. این شهرستان در مرز استان یزد با استان کرمان و استان فارس می‌باشد. دسترسی به این چشمه در استان یزد از طریق مسیر یزد-خاتم با فاصله ۲۲۰ کیلومتر در استان کرمان از طریق مسیر شهرستان شهربابک به شهرستان خاتم با فاصله ۵۰ کیلومتر و در استان فارس از دو مسیر نی‌ریز-خاتم با فاصله ۱۲۲ کیلومتر و بوانات-خاتم با فاصله ۹۲ کیلومتر امکان‌پذیر است.